# Malcolmia flexuosa
Malcolmia flexuosa é uma espécie de planta com flor pertencente à família Brassicaceae. 
A autoridade científica da espécie é (Sm.) Sm., tendo sido publicada em Fl. Graeca 7: 33, t. 634 (1831).

## Portugal
Trata-se de uma espécie presente no território português, nomeadamente em Portugal Continental.
Em termos de naturalidade é introduzida na região atrás indicada.

## Protecção
Não se encontra protegida por legislação portuguesa ou da Comunidade Europeia.